# How Strange It Is to Be Anything at All
Albums de H-Burns
Songs from the Electric Sky
(2006) We Go Way Back
(2009)
How Strange It Is to Be Anything at All est le deuxième album d'H-Burns. Il est sorti le 25 mars 2008 chez Boxson.

## Liste des chansons
1. Big City Blues – 3:44
2. Blame it on the Distance – 3:52
3. Horses with no Medals – 3:19
4. Contrary Winds – 4:26
5. Daylight vs You – 4:21
6. Hogtown – 4:01
7. Thoughts of Morella – 4:04
8. How Strange It Is to Be Anything at All – 2:54
9. On the Boulevards – 4:28
10. Chasing Lights that Can't be Tamed – 4:11